# Вольштин (гміна)
Гміна Вольштин (пол. Gmina Wolsztyn) — місько-сільська гміна у північно-західній Польщі. Належить до Вольштинського повіту Великопольського воєводства.
Станом на 31 грудня 2011 у гміні проживало 30330 осіб.

## Територія
Згідно з даними за 2007 рік площа гміни становила 249.64 км², у тому числі:
- орні землі: 51.00%
- ліси: 37.00%

Таким чином, площа гміни становить 36.71% площі повіту.

## Населення
Станом на 31 грудня 2011:
| Опис     | Загалом | Загалом | Чоловіки | Чоловіки | Жінки | Жінки |
| -------- | ------- | ------- | -------- | -------- | ----- | ----- |
| одиниця  | осіб    | %       | осіб     | %        | осіб  | %     |
| все      | 30330   | 100     | 14905    | 49.14    | 15425 | 50.86 |
| міське   | 13722   | 100     | 6490     | 47.30    | 7232  | 52.70 |
| сільське | 16608   | 100     | 8415     | 50.67    | 8193  | 49.33 |

## Сусідні гміни
Гміна Вольштин межує з такими гмінами: Карґова, Кольсько, Пшемент, Раконевіце, Седлець, Слава.